# Sh2-299
Sh2-299 est une petite nébuleuse en émission visible dans la constellation de la Poupe.
Elle est située dans la partie nord-ouest de la constellation, à environ 11° ENE de Sirius, l'étoile la plus brillante du ciel nocturne, et à environ 1° au sud-ouest de l'amas ouvert et brillant M47. Elle est très faible, il faut des outils puissants et des filtres spéciaux pour pouvoir l'identifier. La période la plus propice à son observation dans le ciel du soir se situe entre les mois de décembre et avril et sa déclinaison sud la rend plus facilement observable depuis les régions du sud.
Il s'agit d'une petite région H II située à la limite nord d'une grande superbulle connue sous le nom de GS234-02, issue de l'explosion de quelques dizaines de supernovas. L'expansion de la superbulle a favorisé les phénomènes de formation d'étoiles dans les nuages moléculaires accumulés sur ses bords. Dans la direction du nuage se trouve l'amas NGC 2414, faisant partie de la même région galactique et associé à des étoiles jeunes et chaudes de classes spectrales O et B. Le principal responsable de l'ionisation des gaz de Sh2-299 est une étoile bleue de la séquence principale de classe B0V et cataloguée sous le nom de SLS 465, de magnitude apparente 12,54.